# 2014년 NC 다이노스 시즌
2014년 NC 다이노스 시즌은 KBO 리그에서 김경문 감독이 이끄는 프로 구단 NC 다이노스의 2014년 시즌을 일컫는다.

## 타이틀
- 올스타 선발: 김태군 (포수), 모창민 (3루수), 나성범 (외야수 1위)
- 올스타전 추천선수: 김진성, 이종욱
- 컴투스프로야구2022 타이틀홀더 라인업: 이혜천 (구원투수)
- 컴투스프로야구 선정 NC의 용병군단: 테임즈, 찰리, 해커, 웨버

### 퓨처스리그
- 퓨처스 올스타: 김희원, 강민국, 유영준, 박으뜸

## 선수단
- 선발투수: 해커, 이재학, 찰리, 웨버, 이성민
- 구원투수: 원종현, 노건우, 임창민, 손민한, 손정욱, 이민호, 고창성, 이혜천, 홍성용, 문수호, 최금강, 이태양
- 마무리투수: 김진성, 민태호, 윤호솔, 박명환
- 포수: 김태군, 김태우, 이승재, 허준, 이태원
- 1루수: 테임즈, 조영훈
- 2루수: 박민우, 최재원
- 유격수: 손시헌, 지석훈, 노진혁, 강민국
- 3루수: 모창민, 이창섭, 이현곤, 이상호
- 좌익수: 권희동, 김종호, 마낙길, 오정복, 박정준
- 중견수: 나성범
- 우익수: 이종욱, 김성욱, 김준완
- 지명타자: 이호준, 조평호

## 변동 사항
- 2013년 7월 8일 1차 지명으로 동국대학교 강민국을 지명하였다.[1]

- 2013년 8월 26일 2014년 신인지명 회의에서 배재환, 박광열 등 10명의 선수를 지명하였다.[2]

- 2013년 10월 5일 전 LG 트윈스의 투수 박명환과 연봉 5천만원에 계약을 하였다.[3]

- 2013년 10월 14일 전 간사이 독립리그 06 불스 소속의 투수 홍성용과 계약을 하였다. 참고로 홍성용은 한 케이블 TV의 선수 발굴 오디션 프로그램에 출연한 것을 계기로 주목을 받았다.

- 2011년 경찰청에 입대한 오정복이 전역하였다.

- 2013년 11월 1일 코칭스태프 보직이 결정되었다. 수석코치였던 박승호는 D팀 총괄코치로, C팀 타격코치였던 양승관이 수석코치로 이동하였으며, C팀 수석코치 및 배터리코치였던 한문연이 C팀 감독으로 이동하였다. 전 롯데 자이언츠 배터리코치였던 최기문이 C팀 배터리코치로 임명되었다.[4][5]

- 2013년 11월 12일 전 SK 와이번스의 타격 코치였던 최경환이 N팀 타격 코치로 부임하였다.[6]

- 2013년 11월 17일 전 두산 베어스 소속이었던 이종욱과 손시헌이 각각 4년 총액 50억원과 4년 총액 30억원으로 FA를 통하여 영입되었다.[7]

- 2013년 11월 22일 열린 2014년 KBO 리그 2차 드래프트에서 이혜천, 김성계, 심재윤을 지명하여 영입하였다. 그리고 차화준이 삼성 라이온즈로 이창호가 LG 트윈스로 이상민과 윤영삼이 넥센 히어로즈로 김용성이 KT 위즈로 이적하였다.[8]

- 2013년 12월 10일 창단 첫 외국인 타자 용병으로 에릭 테임즈를 영입하였다.[9] 12월 12일에는 투수 테드 웨버를 영입하였다.[10]

- 2013년 12월 16일 찰리 쉬렉과 에릭 해커와 재계약을 하였다.[11]

- 2013년 12월 23일 강구성과 박상혁이 상무 피닉스에 12월 26일에는 강진성, 이형범, 장현식이 경찰청 야구단에 입대하였다.[12]

## 시즌 요약

### 개막 전
개막 전, 스프링 캠프를 통해서 전력을 정비하였다. 1차 스프링캠프를 애리조나 투산에서 종료하고, 2차 스프링캠프를 대만에서 진행하였는데 그 당시 2군 선수단도 대만에서 훈련을 했다. 특히, KT 위즈와의 첫 평가전에서 무승부를 기록한 것을 제외하고는 스프링캠프 기간 동안 진행된 12번의 평가전에서 모두 승리하였다.
뒤이어 3월 8일부터 3월 23일까지 열린 시범 경기에서 11경기 5승 2무 4패로 LG 트윈스와 함께 공동 2위를 기록하였다.

### 4월
4월 1일 다른구단 보다 한 시리즈 늦게 시즌을 시작하였다.
4월 1일부터 4월 3일까지 광주기아챔피언스필드에서 열린 KIA 타이거즈와의 경기에서 2승 1패를 기록하였다. 광주기아챔피언스필드 개막전이었던 4월 1일 경기에서는 이재학이 7이닝 무실점으로 호투하였으나 상대선발 투수 양현종의 8이닝 무실점 호투로 인해 0-1로 패배하였다. 이날 경기는 박민우의 실책으로 나간 주자가 득점하면서 결승 타점이 없는 경기가 되었다. 4월 2일 경기에서는 찰리 쉬렉이 6 2/3이닝 6실점(3자책)으로 부진하였지만 7-7로 팽팽하던 10회초 2사 1,2루에서 이종욱이 적시타를 기록하면서 8-7로 승리하였다. 나성범은 이 날 KIA 타이거즈 선발 투수 임준섭을 상대로 3-0으로 앞서던 6회초 무사 1루에서 2점홈런을 기록하며 2014년 시즌 첫 홈런과 광주-기아 챔피언스 필드 공식 첫 홈런을 동시에 기록하였다. 4월 3일 경기에서는 테드 웨버가 6이닝 3실점으로 퀄리티스타트를 기록하였으며 타선이 11안타 6볼넷 9득점을 기록하면서 9-3으로 크게 이겼다. 4월 4일부터 4월 6일까지 마산종합운동장 야구장에서 열린 2승 1패를 기록하였다. 4월 4일 경기에서는 에릭 해커가 6이닝 1실점 호투를 하였고, 나성범, 모창민이 홈런을 기록하면서 5-1로 승리하였다. 4월 5일 경기에서는 이태양이 난조를 보였고, 임창민, 손민한이 부진하면서 6-9로 패배하였다. 4월 6일 경기에서는 이재학이 8이닝 2실점으로 호투하였으나, 타선이 부진하면서 승리 투수가 되지는 못했다. 2-3으로 뒤진 9회말 1사 1,2루에서 손승락으로부터 이종욱이 끝내기 안타를 기록하면서 4-3으로 승리하였다. 9회초에 등판하여 1이닝 2피안타 1실점을 기록한 김진성이 승리 투수가 되었고 이 승리는 김진성의 시즌 첫 승리가 되었다. 4월 8일부터 4월 10일까지 마산종합운동장 야구장에서 열린 한화 이글스 전에서는 1승 2패를 기록하였다. 4월 8일 경기에서는 찰리 쉬렉이 7이닝 3실점을 기록하였지만, 불펜이 실점을 허용하면서 2-6으로 패배하였다. 4월 9일 경기에서는 테드 웨버가 7이닝 1실점을 기록하였고, 타선이 6득점을 기록하면서 6-2로 승리하였다. 4월 10일 경기에서는 에릭 해커가 6이닝 3실점을 기록하였지만 9회초 허준이 포일을 허용하면서 3-4로 패배하였다.
4월 11일부터 4월 13일까지 서울종합운동장 야구장에서 열린 LG 트윈스와의 경기에서는 3승을 기록하였다. 4월 11일 경기에서는 난타전 끝에 12-11로 승리하였다. 모창민은 5타수 3안타(1홈런) 1볼넷 2득점 6타점으로 개인 통산 한 경기 최다 타점을 기록하였다. 모창민은 9회초 11-11에서 정현욱을 상대로 홈런을 기록하면서 결승타를 기록하였고, 김진성은 9회 2사 만루 위기에서 조쉬 벨에게 탈삼진을 기록하면서 세이브를 기록하였다. 원종현이 개인 통산 첫 승을 기록하였고, 양 팀 합쳐 34안타가 나왔다. 4월 12일 경기에서는 이재학이 호투하고 에릭 테임즈의 1점 홈런에 힘입어 10-1로 승리하였다. 4월 13일 경기에서는 연장 12회까지 가는 접전 끝에 이호준이 적시타를 치고, 김진성이 세이브를 기록하면서 5-3으로 승리하였다. 4월 15일부터 4월 16일까지 사직야구장에서 열린 롯데 자이언츠와의 경기에서는 2승을 기록하였다. 4월 15일 경기에서는 12회초 3-3의 1사 1,2루에서 나성범이 2루타를 치면서 역전하였고, 이호준의 희생플라이로 5-3으로 승리하였다. 4월 16일 경기에서는 8-7로 승리하였다. 7-7이던 연장 10회초 1사 2루 상황에서 김태군이 결승타를 기록하였으며, 창단 첫 5연승도 함께 기록하였다. 4월 17일 경기는 우천 취소되었다. 4월 18일에서 4월 20일까지 마산종합운동장 야구장에서 열린 삼성 라이온즈와의 경기에서는 1승 2패를 기록하였다. 4월 18일 경기에서는 3-9로 패배하였다. 선발투수 이재학이 4이닝 동안 5자책 3피홈런(나바로, 채태인, 이승엽)을 허용하면서 패전 투수가 되었다. 4월 19일 경기에서는 6-1로 승리하였다. 선발 투수로 등판한 이민호가 5 1/3이닝동안 1실점으로 호투하면서 승리투수가 되었다. 4월 20일 경기에서는 타선이 침묵하면서 1-5로 패배하였다.
4월 22일부터 4월 24일까지 인천SK행복드림구장에서 열린 경기에서는 2승 1패를 기록하였다. 4월 22일 경기에서는 1-3의 스코어에서 나성범이 역전 3점홈런을 기록하였지만, 9회말 5-4에서 김진성이 최정에게 끝내기 2점홈런을 허용하면서 5-6으로 패배하였다. 4월 23일 경기에서는 이재학이 8이닝 1실점으로 호투하면서 5-3으로 승리했다. 이 승리로 이재학은 시즌 2승을 기록했으며, 이호준은 김광현을 상대로 시즌4호 2점 홈런을 이종욱은 전유수를 상대로 마수걸이 솔로 홈런을 기록했다. 4월 24일 경기에서는 이민호가 3 2/3이닝 5실점(4자책)으로 강판당하지만, 8회에 5득점을 하면서 13-7로 승리하였다. 손정욱은 2 1/3이닝 1실점(비자책)으로 데뷔 첫 승을 기록하였다. 4월 25일부터 4월 27일까지 마산종합운동장 야구장에서 열린 두산 베어스와의 경기에서는 1승 2패를 기록하였다. 4월 25일 경기에서는 찰리 쉬렉이 4이닝 8실점(5자책), 이혜천이 2/3이닝 4실점을 하는 등 수비 실책과 투수들이 난조를 보여 5-15로 대패했다. 4월 26일 경기에서는 테드 웨버가 초반에 5이닝 6실점 하면서 무너지면서 2-6으로 패배했다. 4월 27일 경기에서는 에릭 해커가 6이닝 무실점으로 호투하고 이호준의 2점 홈런에 힘입어 6-0으로 승리했다. 4월 29일부터 5월 1일까지 마산종합운동장 야구장에서 열린 LG 트윈스와의 경기에서는 2승 1패를 기록하였다. 4월 29일 경기에서는 이재학이 7 2/3이닝 동안 4피안타 10 탈삼진 2실점으로 호투하였고, 타선이 부진했지만 팀 창단 최다 도루인 7개 도루(김종호 2, 나성범 2, 박민우 2, 이호준 1)를 기록하면서 3-2로 승리했다. 4월 30일 경기에서는 4-4이던 9회초에 역전을 허용하면서 4-5로 패배했다. 5월 1일 경기에서는 테드 웨버가 5이닝 4실점으로 부진했지만, 타선이 점수를 내면서 10-5로 승리했다.

### 5월
5월 3일부터 5월 5일까지 대구시민운동장 야구장에서 열린 삼성 라이온즈와의 경기에서는 1승 2패를 기록했다. 5월 3일 경기에서는 배영수를 상대로 타선이 6득점을 하고, 에릭 해커가 6 2/3이닝 1실점으로 호투하면서 6-1로 승리했다. 5월 4일 경기에서는 이민호가 5 2/3이닝 무실점을 기록했지만 불펜이 실점하면서 3-4로 패배했다. 5월 5일 경기에서는 이재학이 7이닝 3실점을 기록했지만, 타선이 부진하면서 2-3으로 패배했다. 5월 6일부터 5월 8일까지 목동야구장에서 열린 넥센 히어로즈와의 경기에서는 2승 1패를 기록했다. 5월 6일 경기에서는 찰리 쉬렉이 6이닝 1실점을 하면서 6-3으로 승리했다. 이 경기로 찰리 쉬렉은 2014년 시즌 첫 승을 기록했다. 5월 7일 경기에서는 홈런 6개를 앞세워서 24-5로 크게 이겼다. 이 날 경기에서 NC 다이노스는 21안타 6홈런 24득점을 기록했으며, 홈런과 득점 기록은 팀 역사상 최다였다. 또한, 24득점은 역대 공동 2위(1995년 6월 28일 롯데 자이언츠, 1997년 8월 7일 삼성 라이온즈)의 기록이다. 경기는 6회에 강우콜드로 끝났지만, 지석훈, 나성범(2), 이종욱, 이호준(2)이 홈런을 기록했고, 3회초 이종욱, 나성범, 이호준이 3타자 연속 홈런을 기록했으며, 이 기록도 팀 창단 최초의 기록이었다. NC 다이노스는 선발 전원 안타를 기록했으며, 박민우도 5타수 5안타 2타점 5득점을 기록했으며, 6타수 연속 출루를 기록했다. 선발투수 테드 웨버는 5 2/3이닝 6피안타(2홈런) 8탈삼진 5실점으로 4승을 기록했다. NC 다이노스는 19승 12패로 18일만에 리그 단독 1위가 됐다. 5월 8일 경기에서는 에릭 해커가 7이닝 3실점을 기록했으나, 9회말 만루 상황에서 끝내기 희생플라이를 허용하면서 3-4로 패배했다. 5월 9일부터 5월 11일까지 마산종합운동장 야구장에서 열린 롯데 자이언츠와의 경기에서는 2승 1패를 기록했다. 5월 9일 경기에서는 0-1로 지고 있던 상황에서 8회말에 이종욱의 적시타가 나오면서 1-1로 연장경기에 들어갔다. 10회초 1사 1,2루에서 전준우에게 3루타를 허용하면서 1-3으로 패배했다. 5월 10일 경기에선 뽀롱뽀롱 뽀로로의 크롱이 마스코트로 영입이 됐다. 경기에서는 이재학이 5이닝 2실점으로 불안했으나 타선이 4점을 내면서 4-2로 승리했다. 5월 11일 경기에서는 나성범이 3안타 6타점으로 활약하면서 10-1로 승리했다.
5월 13일부터 5월 15일까지 마산종합운동장 야구장에서 열린 KIA 타이거즈와의 경기에서는 2승 1패를 기록했다. 5월 13일 경기에서는 테드 웨버의 7이닝 2실점 호투와 이호준의 5타수 3안타(1홈런) 4타점의 활약으로 6-5로 승리했다. 9회 이호준이 무사 만루에서 심동섭을 상대로 끝내기 안타를 기록하면서 결승타를 기록했다. 이호준이 임준섭을 상대로 1500안타를 기록했고, 손민한은 경기의 승리투수가 되어 110승을 기록했다. 5월 14일 경기에서는 8회말 5-5에서 나성범의 역전 3점홈런과 이종욱의 희생플라이로 9-5로 승리했다. 5월 15일 경기에서는 상대 선발투수 양현종에게 7회까지 한 점도 내지 못하다가 8,9회 5득점을 했으나 5-6으로 패배했다. 5월 16일부터 5월 18일까지 서울종합운동장 야구장에서 열린 두산 베어스와의 경기에서는 1승 2패를 기록했다. 5월 16일 경기에서는 이재학이 4 2/3이닝 5실점으로 부진했고, 불펜이 3점을 더 내주면서 3-8로 패배했다. 5월 17일 경기에서는 찰리 쉬렉이 7이닝 2실점 호투했으나, 8회초에 허준이 블로킹 미스를 기록하면서 2-3으로 패배했다. 5월 18일 경기에서는 테드 웨버가 6이닝 1실점을 기록했으며, 타선이 9득점을 기록하면서 9-4로 승리했다.
5월 20일부터 5월 22일까지 마산종합운동장 야구장에서 열린 SK 와이번스와의 경기에서는 1승 2패를 기록했다. 5월 20일 경기에서는 에릭 해커가 8이닝 2실점 호투하면서 8-2로 무난하게 승리했다. 5월 21일 경기에서는 이재학이 1회에 4실점하면서 강판됐고 뒤이어 등판한 이민호도 4 1/3이닝 5실점하면서 2-10으로 패배했다. 5월 22일 경기에서는 찰리 쉬렉이 7 2/3이닝 2실점으로 호투했으나, 타선이 부진하면서 연장 10회까지 간 끝에 2-3으로 패배했다. 5월 23일부터 5월 26일까지는 휴식일이었다. 5월 27일부터 5월 29일까지 대전한화생명이글스파크에서 열린 한화 이글스와의 경기에서는 3승을 기록했다. 특히 이 3연전에서 51득점을 기록하면서 역대 한국프로야구 3연전 최다 득점을 달성했다. 5월 27일 경기에서는 타선이 19안타 18득점을 기록하면서 18-9로 승리했다. 5월 28일 경기에서는 19안타 18득점을 기록했으며, 경기에서는 18-1로 승리했다. 권희동이 결승타를 비롯해서 5타수 2안타 5타점 2득점으로 맹활약했고, 선발투수 에릭 해커는 6 2/3이닝 4탈삼진 1실점을 기록하면서 시즌 5승을 달성했다. 5월 29일 경기에서는 19안타 15득점을 기록하면서 15-7로 승리했다. 3경기에서 11개(모창민2 나성범2 테임즈3 권희동3 조영훈1)의 홈런이 나왔다. 5월 30일부터 6월 1일까지 광주기아챔피언스필드에서 열린 KIA 타이거즈와의 경기에서는 2승 1패를 기록했다. 5월 30일 경기에서는 이재학이 6 2/3이닝 3실점(2자책) 호투하고, 타선이 상대 실책을 틈타 점수를 내주면서 6-2로 승리했다. 5월 31일 경기에서는 이민호가 4이닝 4실점(3자책)으로 강판당하지만 타선이 점수를 내 따라가면서 8-7로 승리했다. 이 경기의 승리로 리그에서 2번째로 30승을 달성했다. 6월 1일 경기에서는 웨버가 3이닝 8피안타 4실점(3자책)으로 강판당하고, 양현종을 상대로 고전하면서 5-6으로 패배했다.

### 6월
6월 3일부터 6월 5일까지 마산종합운동장 야구장에서 열린 넥센 히어로즈와의 경기에서는 3승을 기록했다. 6월 3일 경기에서는 에릭이 7이닝 3실점을 기록하고, 테임즈가 만루홈런을 기록하면서 5-3으로 승리했다. 6월 4일 경기에서는 타선이 홈런을 7개(이종욱 1, 테임즈 3, 나성범 2, 조영훈 1)를 기록하면서 20-3으로 대승을 기록했다. 테임즈는 5타수 4안타(3홈런) 7타점을 기록했고, 나성범도 5타수 5안타(2홈런) 1볼넷 6타점 6득점을 기록했다. 특히, 나성범은 6득점으로 한국프로야구 사상 1경기 최다 득점을 갱신했다. 선발 투수 찰리는 6이닝 6피안타 2볼넷 3탈삼진 2실점으로 시즌 4승을 기록했다.6월 5일 경기에서는 이재학이 5이닝 4실점(3자책)을 기록하고, 7회 나성범이 역전 2점 홈런, 이호준이 1점 홈런을 기록하면서 9-5로 승리했다. 6월 6일부터 6월 8일까지는 휴식일이었다.
6월 10일부터 6월 12일까지 서울종합운동장 야구장에서 열린 두산 베어스와의 경기에서는 1승 1패를 기록했다. 6월 10일 경기에서는 에릭이 6 1/3이닝 4실점을 기록했지만, 손시헌이 2타점 적시타, 이종욱이 3타점 적시타를 치면서 8-4로 승리했다. 6월 11일 경기는 우천으로 취소되었다. 6월 12일 경기에서는 웨버가 허리 통증을 호소하면서 1회에 강판되면서 어려움을 겪다가, 9회말 3-3 동점에서 박명환이 끝내기 폭투를 기록하면서 3-4로 패배했다. 6월 13일부터 6월 15일까지 마산종합운동장 야구장에서 열린 한화 이글스와의 경기에서는 2승 1패를 기록했다. 6월 13일 경기에서는 찰리가 5이닝 3실점으로 흔들리고 병살타가 3개나 나오면서 4-3으로 패배했다. 6월 14일 경기에서는 이재학이 6이닝 2실점을 기록하고, 모창민이 홈런을 기록하는 등 타선이 폭발해 10-2로 승리한다. 6월 15일 경기에서는 1회부터 7득점을 하고 17안타를 기록하면서 11-2로 승리했다. 선발투수 이성민은 승리를 기록했다. 이 경기로 김경문은 1088경기 600승 526패 20무를 기록하게 되었고, 역대 8번째 감독 600승을 기록하게 됐다. 6월 17일부터 6월 19일까지 마산종합운동장 야구장에서 열린 롯데 자이언츠와의 경기에서는 2승 1패를 기록했다. 6월 17일 경기에서는 에릭이 1회에만 4실점 하면서 불안하게 시작했으나, 1회에 5득점 하면서 역전했다. 7회 말에 이호준이 1사 1,2루에서 중전 적시타로 타점을 기록했다. 이 타점은 역대 11번째 개인 통산 1000타점이었다. 경기는 10-5로 승리했다. 6월 18일 경기에서는 찰리가 7이닝 무실점을 기록하고, 김진성이 9회를 무실점으로 막아내면서 5-2로 승리했다. 6월 19일 경기에서는 이재학이 6 2/3이닝 8탈삼진 2실점으로 호투했으나, 문수호가 역전 3점홈런을 맞는 등 8회에 5점을 내주면서 5-7로 패배했다.
6월 20일부터 6월 23일까지 마산종합운동장 야구장에서 열린 삼성 라이온즈와의 경기에서는 2패를 기록했다. 6월 20일 경기에서는 이성민이 3 2/3이닝 2실점, 이민호가 3 1/3이닝 6실점을 하는 등 부진하면서 3-11로 패배했다. 6월 21일 경기는 우천으로 취소되어서 월요일인 6월 23일에 열리게 됐다. 6월 22일 경기에서는 에릭이 8이닝 2실점을 기록했으나, 타선이 부진하면서 0-3으로 패배했다. 6월 23일 경기는 우천취소 됐다. 6월 24일부터 6월 26일까지 서울종합운동장 야구장에서 열린 LG 트윈스와의 경기에서는 2승 1패를 기록했다. 6월 24일 경기에서는 찰리가 9이닝 무피안타 3볼넷을 기록하면서 역대 11번째 노히트노런을 기록했다. 이 기록은 2000년 5월 18일 송진우가 기록한 이 후 14년만에 나온 기록이었다. 경기에서는 6-0으로 승리했다. 타선에서도 테임즈가 4타수 1안타(1홈런) 1타점 1득점으로 19호 홈런을 기록했고, 박민우가 4타수 1안타 2타점 1득점 1볼넷을 기록했다. 6월 25일에는 이재학이 6 1/3이닝 1실점 7탈삼진으로 호투하고, 이호준이 4타수 2안타(1홈런)을 기록하면서 3-1로 승리했다. 6월 26일 경기에서는 이성민이 5이닝 2실점 했지만, 타선이 침묵하면서 0-4로 패배했다. 6월 27일부터 6월 29일까지 사직야구장에서 열린 롯데 자이언츠와의 경기에서는 3패를 기록했다. 6월 27일 경기에서는 웨버가 2이닝 7피안타 3실점으로 강판당하고, 8회에 집중타가 나오면서 7-8까지 따라갔으나 패배했다. 6월 28일 경기에서는 에릭이 8이닝 4실점 완투패하고, 이호준의 솔로홈런을 제외하면 점수를 내지 못해 1-4로 패배했다. 6월 29일 경기에서는 찰리가 4 2/3이닝 9실점(1자책)으로 강판당하고, 타선이 집중력있는 모습을 못 보여주면서, 0-9로 패배했다.

### 7월
7월 1일부터 7월 3일까지 마산종합운동장 야구장에서 열린 SK 와이번스와의 경기에서는 2승을 기록했다. 7월 1일 경기에서는 이재학이 5이닝 3실점하면서 승패없이 내려갔고, 9회말 4-4의 상황에서 김태군이 끝내기 희생플라이를 쳐 5-4로 승리했다. 7월 2일 경기는 3회말에 중단되어 우천취소 됐다. 7월 3일 경기에서는 5회에만 6득점을 기록하면서, 11-7로 승리했다. 에릭이 1초에만 4실점 하면서 무너졌지만, 4회말에 모창민의 적시타와 손시헌의 내야 땅볼로 2점을 얻고, 5회에 이호준의 2타점 적시타 등 6득점을 기록했다. 6회에도 모창민이 3점홈런을 기록하면서 승부에 쐐기를 박았고, 5타수 4안타 2타점으로 팀 승리에 기여했다. 7월 4일부터 7월 7일까지 마산종합운동장 야구장에서 열린 LG 트윈스와의 경기에서는 1승 2패를 기록했다. 7월 4일 경기에서는 이성민이 4이닝 5실점(4자책)으로 강판되고 수비가 흔들리면서 3-6으로 패배했다. 이날 나성범은 4회말에 2점홈런을 기록하면서 전구단 상대 홈런을 기록했다. 7월 5일에는 찰리가 6 2/3이닝 2실점으로 호투했지만, 타선이 7안타 3볼넷을 얻고도 집중력을 보여주지 못하면서 0-2로 패배했다. 7월 6일 경기는 우천연기되어 7월 7일에 경기가 편성됐다. 7월 7일 경기에서는 이재학이 5 1/3이닝 1실점하고 1회에 타자들이 4득점을 하면서 4-1로 승리했다.
7월 11일부터 7월 13일까지 목동야구장에서 열린 넥센 히어로즈와의 경기에서는 2승 1패를 기록했다. 7월 11일 경기에서는 에릭이 5 2/3이닝 5실점(4자책) 강판 당했고, 테임즈, 이호준, 박민우를 제외한 선수들이 안타를 치지 못하면서 1-6으로 패배했다. 7월 12일에는 찰리가 6 1/3이닝 2실점 호투하고 타선이 18안타 1볼넷 10득점으로 폭발해 10-5로 승리했다. 7월 13일 경기에서는 6회까지 2-1로 앞서고 있었으나 바뀐 투수 김영민을 상대로 나성범, 테임즈, 이호준, 모창민, 손시헌이 5연속 안타를 기록해 대량 득점에 성공한다. 이재학은 5 2/3이닝 1실점으로 시즌 9승을 기록했다. 경기에서 NC 다이노스가 9-1로 승리했다. 7월 15일부터 7월 16일까지 마산종합운동장 야구장에서 열린 두산 베어스와의 경기에서는 1승을 기록했다. 7월 15일 경기는 우천 취소됐다. 7월 16일 경기에서는 웨버가 3 2/3이닝 5실점(1자책)으로 잘 던지고도 실책으로 무너지면서 강판됐고, 이어 등판한 에릭이 1 1/3이닝 2실점 하면서 4-7로 역전당한다. 하지만 박민우가 역전타를 치면서 10-8로 승리했다.
올스타전 브레이크가 끝난 7월 22일부터 7월 24일 대전한화생명이글스파크에서 열린 한화 이글스와의 경기에서는 2승 1패를 기록했다. 7월 22일 경기에서는 손정욱, 이민호, 원종현, 문수호 등 불펜투수들이 무너지고, 고창성이 끝내기 밀어내기를 허용하면서 11-12로 패배했다. 7월 23일 경기에서는 찰리가 6 2/3이닝 1실점하고, 테임즈와 이호준이 홈런을 치는 등의 활약으로 8-4로 승리했다. 7월 24일 경기에서는 19안타 23득점을 기록해 23-9로 승리했다. NC 다이노스는 1회초에 5득점을 했지만, 3회말 6-7 역전을 허용했고, 4회초에 바로 이종욱과 테임즈의 적시타로 8-7로 역전했다. 뒤이어 5회초에 4득점, 6회초 3득점, 8회초 5득점, 9회초 3득점을 하면서 승리했다. 선발투수 이재학은 2 1/3이닝 8피안타(3피홈런) 2탈삼진 1볼넷 7실점으로 부진했고, 승리투수는 손정욱이었다. 김종호는 9회초 2점홈런을 기록해 데뷔 첫 홈런을 기록했다. 이 경기로 NC 다이노스는 통산 100승을 기록했다. 7월 25일부터 7월 27일까지 포항야구장에서 열린 삼성 라이온즈와의 경기에서는 3패를 기록했다. 7월 25일 경기에서는 웨버가 5이닝 6실점을 기록하면서 부진했고, 7회에 2점을 내주고, 후에 추가점을 내주면서 6-10으로 패배했다. 박민우는 이 경기에서 생애 첫 홈런을 기록했다. 7월 26일 경기에서는 노성호가 7 1/3이닝 4실점으로 호투했으나, 타선이 부진하면서 1-5로 패배했다. 7월 27일에는 에릭이 6 1/3이닝 3실점 하고, 타선이 부진하면서 1-3으로 패배했다. 7월 29일부터 7월 31일까지 마산종합운동장 야구장에서 열린 KIA 타이거즈와의 경기에서는 3승을 기록했다. 7월 29일에는 선발 투수 찰리가 난조를 보였으나, 나성범과 이종욱의 적시타로 7-3으로 승리했다. 7월 30일 경기에서는 이재학이 난조를 보이면서 6이닝 4실점(3자책)을 기록하다, 나성범, 모창민의 적시타로 역전해 5-4로 승리했다. 7월 31일 경기에서는 선발 투수 웨버가 8이닝 109구 5피안타 1볼넷 7탈삼진 1실점으로 호투하면서 9-1로 승리했다.

### 8월

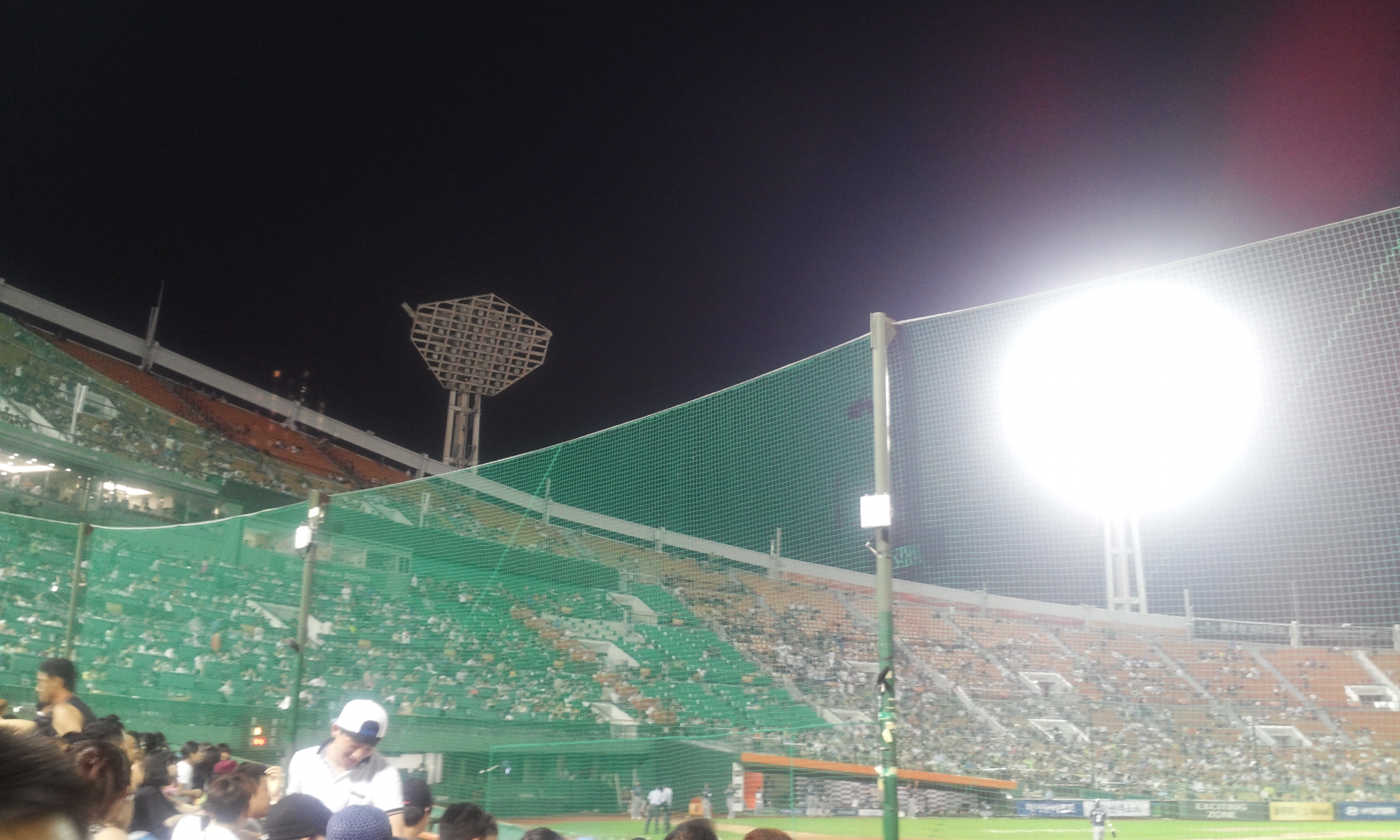
8월 5일 사직야구장에서 열린 롯데 자이언츠와의 경기 중 불꺼진 조명탑. 이 경기는 서스펜디드 경기가 선언되어, 다음날에 재개됐다.

8월 1일부터 8월 2일까지 인천SK행복드림구장에서 열린 SK 와이번스와의 경기에서는 2패를 기록했다. 8월 1일 경기에서는 노성호가 3회에 흔들리면서 강판당했고, 투수들이 난타를 당하면서 6-13으로 패배했다. 8월 2일 경기에서는 에릭이 강습타구에 부상당하면서 2회에 강판됐고, 뒤이어 등판한 불펜이 부진하면서 1-9로 패배했다. 8월 3일 경기에서는 1회말에 선발 투수 찰리가 심판의 스트라이크존에 강하게 항의하다가 욕설을 해 퇴장당했다. 이 후 2회말에 경기는 우천취소되어 노게임 선언됐다. 8월 4일 경기도 우천으로 인해 취소됐다. 8월 5일부터 8월 6일까지 사직야구장에서 열린 롯데 자이언츠와의 경기에서는 1승 1패를 기록했다. 8월 5일 경기에서는 1-1이던 5회초 2사 1루 상황에서 조명탑 이상으로 서스펜디드 게임이 선언됐다. 8월 5일 중단된 경기가 8월 6일 오후 4시에 열렸다. 경기가 재개되자마자, 강영식을 상대로 대타 권희동이 1타점 2루타로 추가득점했다. 9회초에는 이호준이 시즌 18호 1점홈런을 기록하면서 3-1로 승리했다. 8월 6일 두번째 경기에서는 타선이 3득점 했지만, 선발등판한 이성민이 2이닝만에 강판당하고, 이태양, 노성호가 추가 실점하면서 4-10으로 패배했다. 8월 7일부터 8월 8일까지 마산종합운동장 야구장에서 열린 LG 트윈스와의 경기에서는 2패를 기록했다. 8월 7일 경기에서는 에릭이 6이닝 4자책 128구로 역투했지만, 뒤이어 등판한 손정욱, 이민호, 원종현이 차례로 실점하면서 8-9로 패배했다. 8월 8일 경기에서는 이재학이 4 1/3이닝 4실점으로 무너지면서 6-9로 패배했다. 8월 9일부터 8월 11일까지 마산종합운동장 야구장에서 열린 SK 와이번스와의 경기에서는 1승 1패를 기록했다. 8월 9일 경기에서는 찰리가 5이닝 12피안타 2피홈런 9실점(8자책점)으로 무기력한 모습을 보여주면서 6-9로 패배했다. 8월 10일 경기는 웨버가 5실점하면서 0-5로 지고 있던 중에 비가 내리면서 우천 노게임 선언됐다. 8월 11일 경기에서는 노성호가 5⅓이닝 6피안타 7탈삼진 3볼넷 1실점 시즌 첫 승을 기록했고, 5회말 무사 만루에서 나성범이 2타점 적시타를 터트리고, 뒤이어 테임즈가 무사 1,3루에서 3점홈런을 기록하면서 기선을 잡았다. 경기에서 7-2로 승리했다.
8월 12일부터 8월 13일까지 광주기아챔피언스필드에서 열린 KIA 타이거즈와의 경기에서는 1승 1패를 기록했다. 8월 12일 경기에서는 에릭이 6이닝 4실점(2자책)을 기록했고, 타선이 양현종으로부터 1점만 내면서 1-4로 패배했다. 8월 13일 경기에서는 이재학이 5이닝 3실점으로 아쉬운 투구를 했으나, 8회 김종호 출루 후 나성범이 3루타를 치면서 4-3으로 승리했다. 8월 14일 경기는 우천취소 됐다. 8월 15일 서울종합운동장 야구장에서 열린 LG 트윈스와의 경기는 2-3으로 패배했다. 찰리는 7이닝 3실점으로 호투했으나, 타선이 막히면서 패전투수가 됐다. 8월 16일과 8월 17일 마산종합운동장 야구장에서 열린 한화 이글스와의 경기에서는 2승을 기록했다. 8월 16일 경기에서는 웨버가 6이닝 1실점을 기록하고, 김진성이 8회 2사 1,2루에서 세이브를 거두면서 3-2로 승리했다. 8월 17일에는 에릭이 7이닝 무실점으로 호투했으나, 불펜투수가 점수를 허용하면서 승리투수가 되진못했다. 8회말에 테임즈의 2점 홈런에 힘입어 4-3으로 승리했다.

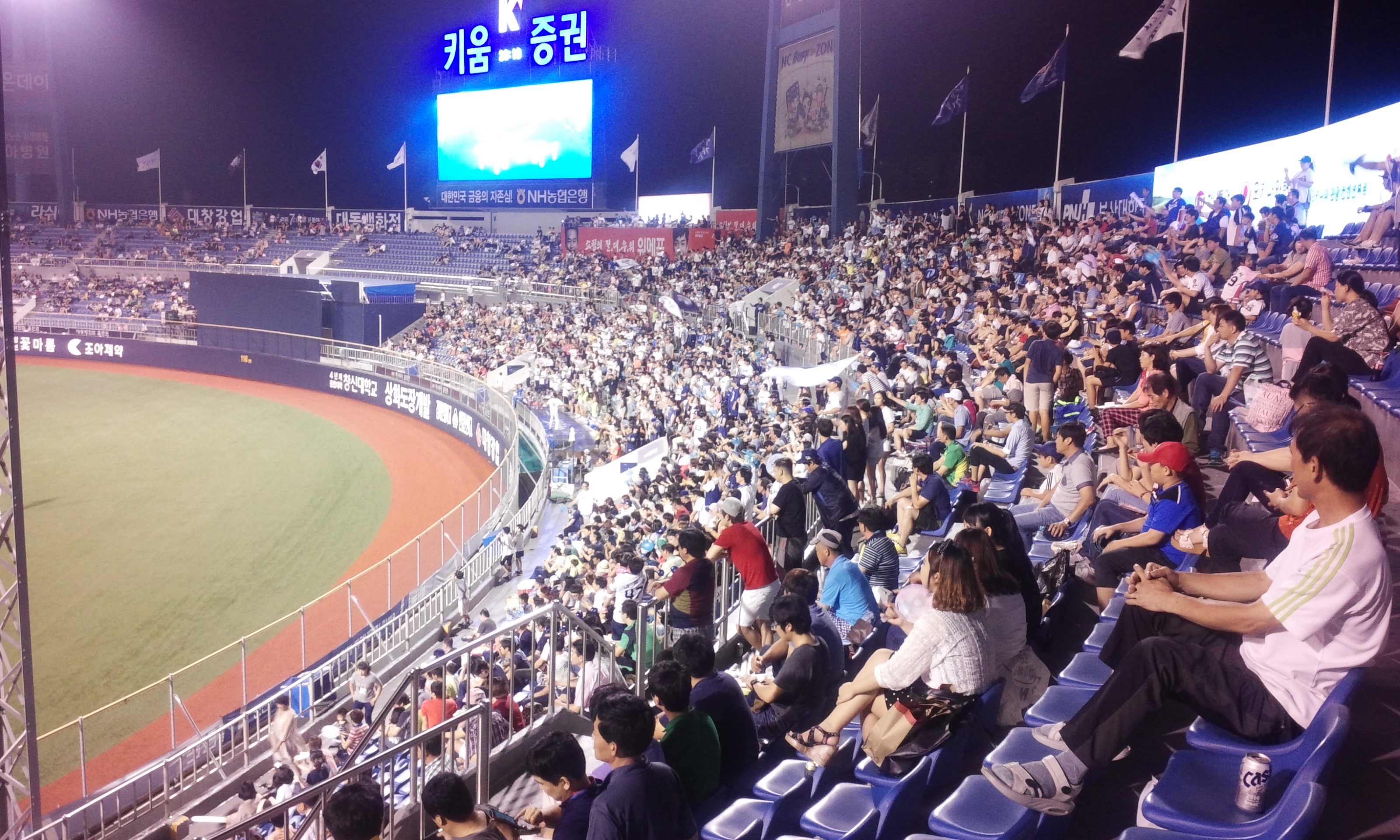
8월 22일 마산야구장에서 열린 넥센 히어로즈와의 경기 중 외야석

8월 21일과 8월 22일에 마산종합운동장 야구장에서 열린 넥센 히어로즈와의 경기에서는 2승을 기록했다. 8월 21일 경기에서는 7회말 2사 2루에서 테임즈가 한현희에게 2점 홈런을 기록하면서 5-3으로 승리했다. 선발투수 이재학은 5이닝 8피안타(1피홈런) 6탈삼진 2볼넷 2실점을 기록하면서 승리투수가 되진 못했다. 이민호는 1 1/3이닝 무실점, 김진성은 1이닝 무실점을 기록했다. 8월 22일에 열린 경기에서는 찰리가 8이닝 1실점으로 호투했고, 8회 1사 만루에서 이호준이 밀어내기 볼넷을 기록하면서 2-1로 승리했다.

### 준플레이오프
- 준플레이오프 출장 선수 명단[35]

| 포지션 | 이름                                                                   |
| ------ | ---------------------------------------------------------------------- |
| 감독   | 김경문                                                                 |
| 코치   | 양승관 최일언 이광길 김광림 전준호 최경환 강인권 이동욱                |
| 투수   | 이재학 찰리 에릭 웨버 손민한 이혜천 김진성 원종현 임창민 손정욱 이민호 |
| 포수   | 김태군 이태원                                                          |
| 내야수 | 이호준 손시헌 테임즈 조영훈 모창민 지석훈 이상호 박민우                |
| 외야수 | 이종욱 김종호 오정복 나성범 권희동 김성욱                              |

10월 20일에 열릴 예정이던 2차전은 2차례 우천취소되면서 10월 22일에 열리게 됐다.

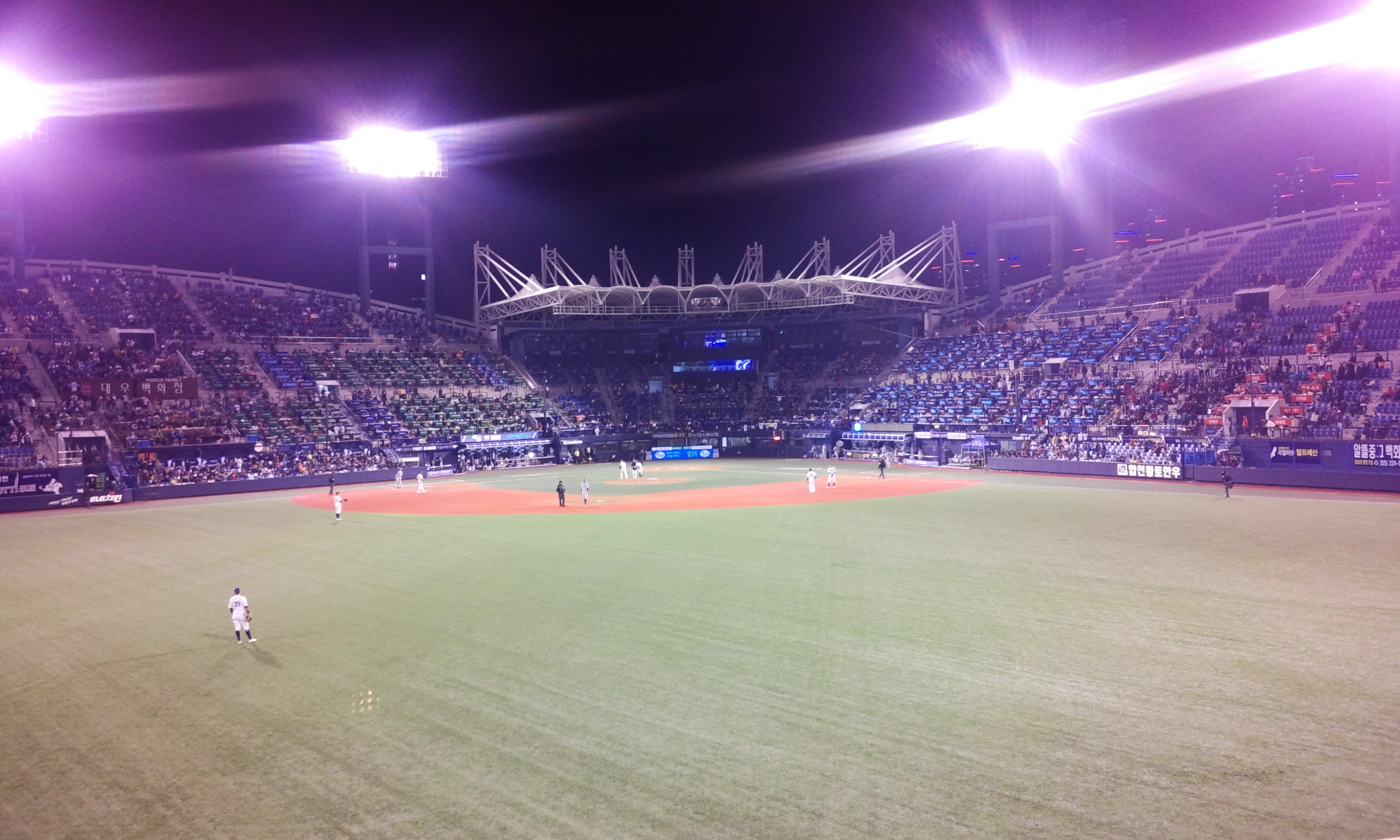
준플레이오프 2차전 마산야구장

1회초에 선발투수 에릭 해커는 정성훈에게 솔로홈런을 맞았다. 4회초에는 브래드 스나이더가 2점홈런을 기록하면서 스코어가 0-3으로 벌어진다. 하지만 7회말에 신재웅을 상대로 에릭 테임즈가 솔로홈런을 기록해 1-3으로 추격을 시작했다. 이어 이태원이 신정락을 상대로 우중간 안타를 치면서 1점을 더 만회해 2-3까지 추격한다. 하지만, 9회초 2-3으로 뒤진 상황에서 박민우가 이병규의 내야플라이 타구를 놓치면서 실책을 기록했다. 이 실책으로 문선재가 득점을 하면서 NC 다이노스는 2-4로 패배했다.
- 선수기록(타자)

| 성명   | 타율  | 경기수 | 타수 | 득점 | 안타 | 2루타 | 3루타 | 홈런 | 타점 | 도루 | 도루 실패 | 볼넷 | 사구 | 삼진 | 병살타 | 장타율 | 출루율 | 실책 | 기타 |
| ------ | ----- | ------ | ---- | ---- | ---- | ----- | ----- | ---- | ---- | ---- | --------- | ---- | ---- | ---- | ------ | ------ | ------ | ---- | ---- |
| 박민우 | 0.077 | 4      | 13   | 0    | 1    | 0     | 0     | 0    | 0    | 0    | 0         | 1    | 0    | 5    | 0      | 0.077  | 0.143  | 1    |      |
| 김종호 | 0.385 | 4      | 13   | 2    | 5    | 0     | 0     | 0    | 1    | 1    | 1         | 3    | 0    | 2    | 1      | 0.385  | 0.500  | 0    |      |
| 이종욱 | 0.000 | 4      | 10   | 0    | 0    | 0     | 0     | 0    | 0    | 0    | 0         | 1    | 0    | 3    | 0      | 0.000  | 0.091  | 1    |      |
| 테임즈 | 0.313 | 4      | 16   | 2    | 5    | 1     | 0     | 1    | 2    | 0    | 0         | 2    | 0    | 5    | 0      | 0.563  | 0.389  | 1    |      |
| 나성범 | 0.313 | 4      | 16   | 2    | 5    | 0     | 0     | 1    | 1    | 0    | 0         | 1    | 1    | 1    | 1      | 0.500  | 0.389  | 2    |      |
| 이호준 | 0.412 | 4      | 17   | 3    | 7    | 3     | 0     | 2    | 6    | 0    | 0         | 1    | 0    | 2    | 0      | 0.941  | 0.444  | 0    |      |
| 모창민 | 0.357 | 4      | 14   | 2    | 5    | 1     | 0     | 0    | 0    | 0    | 0         | 1    | 1    | 2    | 0      | 0.429  | 0.438  | 0    |      |
| 손시헌 | 0.300 | 4      | 10   | 0    | 3    | 1     | 0     | 0    | 0    | 0    | 0         | 1    | 1    | 1    | 0      | 0.400  | 0.417  | 1    |      |
| 권희동 | 0.333 | 4      | 6    | 1    | 2    | 1     | 0     | 0    | 0    | 0    | 0         | 1    | 0    | 0    | 0      | 0.500  | 0.429  | 0    |      |
| 김태군 | 0.222 | 4      | 9    | 0    | 2    | 0     | 0     | 0    | 1    | 0    | 0         | 0    | 0    | 2    | 0      | 0.222  | 0.222  | 1    |      |
| 지석훈 | 0.000 | 4      | 6    | 0    | 0    | 0     | 0     | 0    | 0    | 0    | 0         | 0    | 0    | 2    | 0      | 0.000  | 0.000  | 0    |      |
| 조영훈 | 0.333 | 3      | 3    | 0    | 1    | 0     | 0     | 0    | 0    | 0    | 0         | 0    | 0    | 0    | 0      | 0.333  | 0.333  | 0    |      |
| 이태원 | 0.333 | 3      | 3    | 0    | 1    | 0     | 0     | 0    | 1    | 0    | 0         | 0    | 0    | 2    | 0      | 0.333  | 0.333  | 0    |      |
| 김성욱 | 0.000 | 3      | 1    | 0    | 0    | 0     | 0     | 0    | 0    | 0    | 0         | 0    | 0    | 1    | 0      | 0.000  | 0.000  | 0    |      |
| 이상호 |       | 2      | 0    | 0    | 0    | 0     | 0     | 0    | 0    | 0    | 2         | 0    | 0    | 0    | 0      |        |        | 0    |      |
| 오정복 | 0.000 | 1      | 1    | 0    | 0    | 0     | 0     | 0    | 0    | 0    | 0         | 0    | 0    | 0    | 0      | 0.000  | 0.000  | 0    |      |

- 선수기록(투수)

| 성명   | 경기수 | 평균자책점 | 승 | 패 | 세이브 | 홀드 | 완투 | 완봉 | 이닝  | 피안타 | 피홈런 | 볼넷 | 사구 | 삼진 | 실점 | 자책점 | 기타 |
| ------ | ------ | ---------- | -- | -- | ------ | ---- | ---- | ---- | ----- | ------ | ------ | ---- | ---- | ---- | ---- | ------ | ---- |
| 이재학 | 2      | 31.50      | 0  | 1  | 0      | 0    | 0    | 0    | 2     | 6      | 0      | 2    | 0    | 2    | 7    | 7      |      |
| 웨버   | 2      | 4.91       | 0  | 1  | 0      | 0    | 0    | 0    | 7 1/3 | 11     | 2      | 3    | 0    | 1    | 5    | 4      |      |
| 에릭   | 1      | 8.10       | 0  | 1  | 0      | 0    | 0    | 0    | 3 1/3 | 5      | 2      | 3    | 1    | 5    | 3    | 3      |      |
| 찰리   | 1      | 1.80       | 1  | 0  | 0      | 0    | 0    | 0    | 5     | 6      | 0      | 3    | 1    | 1    | 2    | 1      |      |
| 임창민 | 4      | 1.50       | 0  | 0  | 0      | 1    | 0    | 0    | 6     | 4      | 0      | 0    | 0    | 5    | 1    | 1      |      |
| 원종현 | 4      | 13.50      | 0  | 0  | 0      | 1    | 0    | 0    | 2 2/3 | 8      | 0      | 2    | 0    | 2    | 4    | 4      |      |
| 이민호 | 4      | 22.50      | 0  | 0  | 0      | 1    | 0    | 0    | 2     | 5      | 0      | 4    | 2    | 2    | 5    | 5      |      |
| 손민한 | 4      | 0.00       | 0  | 0  | 0      | 1    | 0    | 0    | 3     | 2      | 0      | 0    | 0    | 0    | 0    | 0      |      |
| 김진성 | 2      | 0.00       | 0  | 0  | 1      | 0    | 0    | 0    | 1 2/3 | 2      | 0      | 2    | 1    | 1    | 1    | 0      |      |
| 이혜천 | 2      | 20.25      | 0  | 0  | 0      | 0    | 0    | 0    | 1 1/3 | 3      | 0      | 2    | 1    | 1    | 3    | 3      |      |
| 손정욱 | 1      | 0.00       | 0  | 0  | 0      | 0    | 0    | 0    | 2/3   | 1      | 0      | 1    | 0    | 0    | 0    | 0      |      |

## 시즌 기록

### 팀 기록
| 연도   | 감독   | 경기 | 승리 | 무승부 | 패전 | 승률  | 타율  | 안타 | 홈런 | 도루 | 득점 | 실점 | 평균자책점 | 포스트 시즌                 | 수상 선수   | 순위 |
| ------ | ------ | ---- | ---- | ------ | ---- | ----- | ----- | ---- | ---- | ---- | ---- | ---- | ---------- | --------------------------- | ----------- | ---- |
| 2014년 | 김경문 | 128  | 70   | 1      | 57   | 0.551 | 0.282 | 1249 | 143  | 154  | 737  | 608  | 4.29       | 준플레이오프 : LG 전 1-3 패 | 박민우 (신) | 3위  |

### 개인 최고 기록
| 타이틀         | 성명                       | 기록    | 비고                     |
| -------------- | -------------------------- | ------- | ------------------------ |
| 경기출장(투수) | 원종현                     | 73      |                          |
| 평균자책점     | 찰리 쉬렉                  | 3.81    |                          |
| 승률           | 찰리 쉬렉                  | 0.600   |                          |
| 다승           | 찰리 쉬렉                  | 12      |                          |
| 완투           | 에릭 해커 찰리 쉬렉 이재학 | 1회     |                          |
| 완봉           | 찰리 쉬렉                  | 1회     | KBO 역대 11호 노히트노런 |
| 패전           | 이재학                     | 9       |                          |
| 세이브         | 김진성                     | 25      |                          |
| 블론세이브     | 손민한                     | 5       |                          |
| 탈삼진         | 이재학                     | 131     |                          |
| 홀드           | 손정욱                     | 16      |                          |
| 이닝           | 에릭 해커                  | 172 2/3 |                          |
| 피홈런         | 이민호                     | 19      |                          |
| 경기출장(타자) | 에릭 테임즈                | 125     |                          |
| 타율           | 에릭 테임즈                | 0.343   |                          |
| 홈런           | 에릭 테임즈                | 37      |                          |
| 타점           | 에릭 테임즈                | 121     |                          |
| 득점           | 에릭 테임즈                | 95      |                          |
| 안타           | 나성범                     | 157     |                          |
| 출루율         | 에릭 테임즈                | 0.422   |                          |
| 장타율         | 에릭 테임즈                | 0.688   |                          |
| OPS            | 에릭 테임즈                | 1.110   |                          |
| 삼진           | 나성범                     | 128     |                          |
| 볼넷           | 이호준                     | 67      |                          |
| 사구           | 나성범                     | 15      |                          |
| 도루           | 박민우                     | 50      |                          |
| 도루실패       | 박민우                     | 10      |                          |
| 병살타         | 이호준                     | 15      |                          |
| 실책           | 에릭 테임즈                | 13      |                          |

## 시즌 달성 기록
없다

## 한국 프로 야구상 수상자
- 한국 프로 야구 최우수 신인 선수 : 박민우
- 한국프로야구 골든글러브(외야수) : 나성범

## 퓨처스리그 개인 기록 수상자
- 최다 홈런 : 조평호(11홈런)

## 여담
- 홈구장인 마산 야구장의 좌석 수를 14164석에서 13700석으로 줄였다.
- 2군 홈구장으로 포항 야구장을 사용한 마지막 시즌이다.
- 육성군은 진해공설운동장 야구장을 홈구장으로 사용했다.
- 민태호는 전반기 스트라이크 중 타격 허용 비율 71.4%로 2013년 이후 KBO 리그 단일 시즌 전반기 최고 기록을 세웠다.
- 이창섭은 이 시즌 한 타석도 소화하지 않았고, 대주자로 1경기에 나가 1득점한 것이 유일한 출전 기록이었는데, 결과적으로 WAR 0.09를 기록해 KBO 리그 사상 단일 시즌 0타석 타자 중 최고 WAR 기록을 세웠다.
- 2015 신인드래프트에서 1차 지명으로 투수 이호중을 지명하여 이호중은 구단 사상 첫 1차 지명 투수가 되었다.